# 279 Thule
279 Thule је астероид. Приближан пречник астероида је 126,59 km,
а средња удаљеност астероида од Сунца износи 4,269 астрономских јединица (АЈ).
Инклинација (нагиб) орбите у односу на раван еклиптике је 2,338 степени, а орбитални период износи 3222,258 дана (8,822 година). Ексцентрицитет орбите астероида износи 0,010.
Апсолутна магнитуда астероида износи 8,57 а геометријски албедо 0,041.
Астероид је откривен 25. октобра 1888. године.